# Escairadora
Una escairadora és una serra circular que té un carro mòbil per suportar peces grans. Bàsicament, es fa servir per escairar peces d'aglomerat. El carro té una guia mil·limetrada, per mesurar la llargada que volem obtenir, contra la qual es fa topar la peça. Aquest regle es pot posar perpendicular a la serra o en un altre angle, molt sovint de 45°. La serra també pot variar la inclinació del seu eix. Per tallar peces que es comercialitzen aplacades amb fullola o melamina tenen una serra més petita a la dreta de la principal (seguint l'ordre d'avançament de la fusta), que sobresurt uns quants mil·límetres i, rodant en el sentit invers al de les agulles d'un rellotge, fa una petita incisió en la fullola de sota. Mercès a aquest sistema s'eviten les estelles. Per tallar peces que no estiguin aplacades, aquesta serra petita es pot fer baixar del tot.
Les màquines actuals disposen d'un sistema de frenada que fa que quan l'operari para la màquina, la serra s'atura en sec. Les més modernes duen un sistema electrònic per graduar més ràpidament la llargada i l'amplada de les peces que hem de tallar.